# Seberto de Essex
Seberto, também Sæberht, Saberht e Sæbert, foi o rei do Reino de Essex entre 604 e 616, logo após o seu pai, o rei Esledo. Ele é conhecido por ter sido o primeiro rei saxão oriental a se converter ao cristianismo.
A principal fonte de informações sobre o seu reinado é a obra do início do século VIII História Eclesiástica do Povo Inglês, do monge Beda, o Venerável (†735), que alega ter obtido suas informações sobre a obra missionária de Melito de Cantuária entre os saxões orientais do abade Albino de Cantuária através do padre londrino Notelmo (Nothhelm), que se tornaria um arcebispo de Cantuária (†739). Outras fontes incluem a Crônica Anglo-Saxônica, uma genealogia mal preservada do final do século IX (Londres, BL MS Add. 23211) e um punhado de genealogias e listas de reis escritas por historiadores anglo-saxônicos.

## Família
As genealogias e listas de reis são unânimes em descrever Seberto como sendo filho de Esledo, que pode ser considerado como o fundador da dinastia saxã oriental. De acordo com Beda, a mãe de Seberto era chamada Ricula, uma das irmãs do rei Etelberto de Kent.
Beda omite os nomes dos filhos de Seberto, mas um nome aparece na genealogia em MS Add. 23211 como sendo Saweard.

## Conversão e sucessão
Em 604, o clérigo galês Melito foi consagrado por Agostinho como bispo na província dos saxões orientais, que tinha sua capital em Londres, tornando o primeiro bispo de Londres.
Beda conta que Seberto se converteu em 604 e foi batizado por Melito, enquanto que seus filhos permaneceram pagãos. Seberto então permitiu que um bispado fosse estabelecido em seu reino, com a igreja episcopal construída em Londres tendo sido provavelmente inaugurada por Etelberto ao invés de Seberto.

## Morte
Tanto Etelberto quanto Seberto morreram e 616, deixando a Missão gregoriana sem um patrocinador forte. Os filhos pagãos de Seberto expulsaram Melito de Londres e, de acordo com a explicação dada por Beda, isso foi decorrência da recusa por parte de Melito em deixar que os irmãos "experimentassem" uma hóstia sagrada, tida como algo mágico por eles.
Seberto e sua esposa, Etelgolda, estão enterrados na Abadia de Westminster num túmulo doado pelo rei Henrique III da Inglaterra, perto da entrada da capela real.